# De divinatione
(Marco Tullio Cicerone, De divinatione I,1)
De divinatione (in italiano "La divinazione") è la seconda delle tre opere teologiche di Marco Tullio Cicerone, redatta in due libri e risalente ai primi mesi del 44 a.C., periodo in cui l'ultima dittatura di Cesare comportò l'allontanamento dell'autore dall'attività politica. «Si può leggere quest'opera in due prospettive: come "fonte" per ricostruire la storia politico-religiosa e dell'arte di Cicerone, in uno dei periodi della sua vita più fecondi di opere e insieme più travagliati biograficamente e politicamente. Cicerone smaschera l'ipocrisia degli indovini, sostenendo che è meglio ammettere la propria ignoranza piuttosto che, per non volerla riconoscere, tentare l'ignoto e postulare la presenza del divino quando è proprio questo misterioso divino che inquina con dubbie pratiche la schiettezza della religione».

## Contesto storico
Dopo la presa del potere assoluto da parte di Cesare con la morte di Pompeo (48 a.C.) e la sconfitta definitiva dei pompeiani nella guerra civile (49-45 a.C.), Cicerone, che aveva parteggiato per Pompeo, riuscì ad ottenere il perdono di Cesare, ma, ormai tagliato fuori dall'impegno politico, preferì ritirarsi nella sua villa di Tuscolo, dedicandosi alla stesura di opere di carattere filosofico e oratorio.
Risale ai primi mesi del 44 a.C. la stesura del De divinatione, contemporaneo all'assassinio di Cesare, che avvenne alle Idi di marzo, dopo il quale Cicerone poté rientrare in politica, schierandosi con Ottaviano nel conflitto tra questi e Marco Antonio.

## Struttura e contenuti

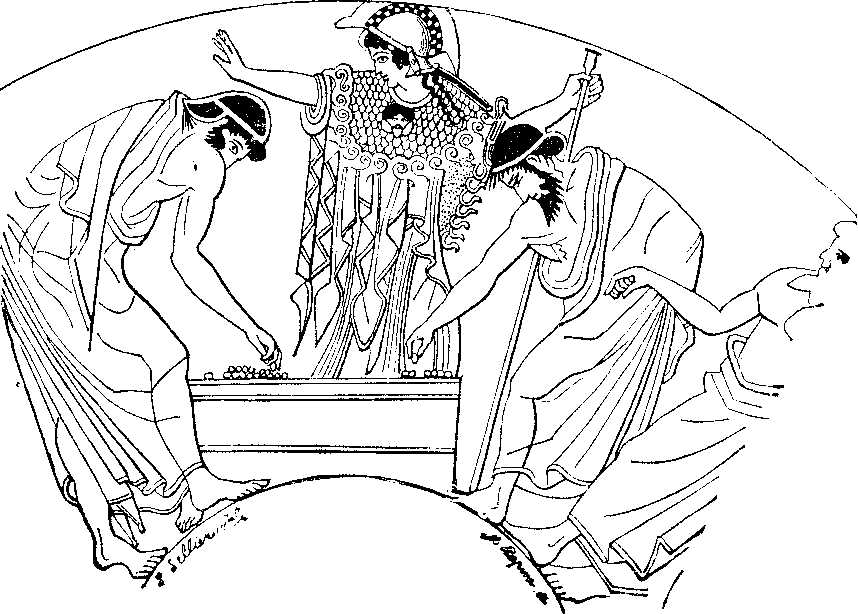
Scena di Cleromanzia: da una kylix attica a figure rosse del "Pittore di Duride", 490 a.C.

### Libro I
Nel Libro I l'autore immagina di trovarsi nella propria villa di Tuscolo in compagnia del fratello Quinto, il quale apre per primo la trattazione: «Principio huius urbis parens Romulus non solum auspicato urbem condidisse, sed ipse etiam optumus augur fuisse traditur» ("Innanzi tutto il padre della nostra città, Romolo, non solo fondò Roma dopo aver preso gli auspicii, ma a quanto si narra, fu egli stesso un ottimo àugure") esponendo il proprio punto di vista in favore della divinazione e in linea con i principi dello Stoicismo. Questo si percepisce nel testo: «Sed cum Stoici omnia fere illa defenderent, quod et Zeno in suis commentariis quasi semina quaedam sparsisset et ea Cleanthes paulo uberiora fecisset, accessit acerrumo vir ingenio, Chrysippus, qui totam de divinatione duobus libris explicavit sententiam uno praeterea de oraclis, uno de somniis; quem subsequens unum librum Babylonius Diogenes edidit, eius auditor, duo Antipater, quinque noster Posidonius. Sed a Stoicis vel princeps eius disciplinae, Posidoni doctor, discipulus Antipatri, degeneravit Panaetius, nec tamen ausus est negare vim esse divinandi, sed dubitare se dixit» ("Ma avendo gli stoici difeso in generale ogni divinazione — poiché Zenone nelle sue opere aveva, per così dire, sparso qua e là i semi di questa dottrina e Cleante li aveva sviluppati alquanto —, ecco sopraggiungere un uomo d'ingegno acutissimo, Crisippo, il quale espose tutta la sua dottrina della divinazione in due libri, e poi in un altro libro trattò degli oracoli, in un altro ancora dei sogni; dopo lui scrisse un libro sulla divinazione Diogene di Babilonia suo discepolo, due Antipatro, cinque il mio Poseidonio. Ma dagli stoici si discostò il maggior pensatore di quella scuola, Panezio, maestro di Posidonio, scolaro di Antipatro; tuttavia egli non si spinse fino a negare la validità della divinazione, ma dichiarò di dubitarne"). Secondo la corrente filosofica dello Stoicismo, infatti, vi è la possibilità di prevedere il futuro che avrebbe un fondamento reale e la prova più evidente può trovarsi nell'accordo che tutte le popolazioni dimostrano di avere da sempre su questo punto (consensus omnium). Quinto inizia ad esporre il suo punto di vista con l'analisi che vuole adoperare: «Etenim nobismet ipsis quaerentibus quid sit de divinatione iudicandum, quod a Carneade multa acute et copiose contra Stoicos disputata sint, verentibusque ne temere vel falsae rei vel non satis cognitae adsentiamur, faciendum videtur ut diligenter etiam atque etiam argumenta cum argumentis comparemus, ut fecimus in iis tribus libris quos de natura deorum scripsimus» ("Io stesso mi sono chiesto quale giudizio si debba dare sulla divinazione, poiché Carneade aveva discusso a lungo contro gli stoici con acutezza e facondità, e ho temuto di dare il mio assenso con troppa facilità a una dottrina falsa o non sufficientemente approfondita. Mi sembra dunque che il meglio sia mettere a confronto più e più volte, con attenzione, gli argomenti a favore e contro, come ho fatto nei tre libri Sulla natura degli dei").
Quinto passa poi ad illustrare le due grandi categorie in cui risultano suddivisibili i metodi divinatori: da un lato la divinazione artificiale, derivante dall'osservazione dei prodigi e dalla corretta interpretazione degli stessi grazie a procedure rigorosamente standardizzate; dall'altro la divinazione naturale, determinata dall'ispirazione immediata o da una visione diretta che l'animo — momentaneamente libero dai suoi vincoli corporei — avverte inconsciamente, come avviene per esempio durante i sogni. Sulla veridicità di tali assunti Quinto fa appello all'esperienza di Cicerone stesso quando, sui Monti Albani o in Campidoglio, poté assistere a prodigi che gli preannunciarono la congiura di Catilina.

### Libro II
Nel Libro II Cicerone passa in rassegna tutti gli argomenti e gli esempi addotti dal fratello, confutandoli uno dopo l'altro e dimostrando in tal modo la sua refrattarietà a prestar fede all'arte divinatoria. Questo libro è molto diverso dal primo libro, non parla più il buon Quinto ma Cicerone, che mette in mostra tutta la sua arte dialettica e la sua famosa tendenza all'umorismo e al motto di spirito. Il secondo libro è completo e organico, la materia è più razionalmente curata, ogni parola è al posto giusto e concorre al fine ultimo dell'opera, liberare l'umanità dalla superstizione spesso dannosa della divinazione: «Multum enim et nobismet ipsis et nostris profuturi videbamur, si eam funditus sustulissemus» ("Ho pensato che avrei arrecato grande giovamento a me stesso e ai miei concittadini, se avessi distrutto dalle fondamenta la superstizione").
L'opera ha un carattere eminentemente logico-filosofico. A questo proposito, tre erano le correnti filosofiche che lottavano per conquistare il mondo romano, l'epicureismo, lo stoicismo, e il probabilismo scettico della Nuova Accademia. Cicerone non s'identifica in nessuna di queste tre correnti, egli oscilla tra esse e sceglie spesso il meglio di ognuna in contraddizione anche con le sue affermazioni precedenti: Cicerone è un eclettico. Il De divinatione può essere considerato, insieme al De natura deorum e al De fato, come un trattato di argomento teologico.
In accordo con i principi filosofici dello Scetticismo egli attacca ogni aspetto riguardante gli oracoli, l'astrologia e l'aruspicina, contestandone la serietà, l'attendibilità e affermando che la religione acquisterebbe maggior credito se fosse depurata da false credenze e superstizioni: «Qua ex coniunctione naturae et quasi concentu atque consensu, quam συμπάθειαν Graeci appellant, convenire potest aut fissum iecoris cum lucello meo aut meus quaesticulus cum caelo, terra rerumque natura?» ("In base a quale connessione naturale, a quale armonia e, per così dire, a quale consenso — che i greci chiamano sympátheia — vi può essere una relazione fra una fenditura d'un fegato e un mio guadagnuccio, fra un mio meschino lucro e il cielo, la terra, la natura tutta quanta?").
Oltre alle influenze filosofiche, nel secondo libro è vivissima la presenza d'influenze poetiche, per questo lo scritto si distingue anche per doti eminentemente artistiche. Qualche volta si ha l'impressione di sentire attraverso la prosa, un'eco della poesia di Lucrezio (Cicerone curò un'edizione postuma del De rerum natura). «Comunque, nell'ultimo capitolo l'entusiasmo, a stento contenuto, trova modo di traboccare attraverso le parole, e noi abbiamo davvero l'impressione di leggere una delle famose apostrofi lucreziane».
In conclusione si deve affermare che Cicerone non arriva a respingere integralmente la divinazione ma ne giustifica la pratica in quanto istituzione "politica", necessaria al mantenimento degli equilibri interni dello Stato e alla salvaguardia delle tradizioni: «Nam et maiorum instituta tueri sacris caerimoniisque retinendis sapientis est, et esse praestantem aliquam aeternamque naturam, et eam suspiciendam admirandamque hominum generi pulchritudo mundi ordoque rerum caelestium cogit confiteri» ("Innanzi tutto è doveroso per chiunque sia saggio difendere le istituzioni dei nostri antenati mantenendo in vigore i riti e le cerimonie; inoltre, la bellezza dell'universo e la regolarità dei fenomeni celesti ci obbliga a riconoscere che vi è una possente ed eterna natura, e che il genere umano deve alzare a essa lo sguardo con venerazione e ammirarla").

## Note

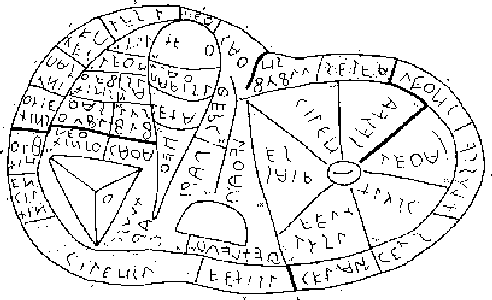
Riproduzione grafica del "Fegato di Piacenza", II-I secolo a.C.